# Ducula poliocephala
La dúcula ventrirrosa, dúcula malaya o dúcula vientre rosa (Ducula poliocephala) es una especie de ave columbiforme de la familia Columbidae endémica de Filipinas. 

## Descripción
La dúcula ventrirrosa es una paloma frugívora de gran tamaño, con unos 40 cm de longitud, y larga cola. Su plumaje es principalmente verde brillante. Su cabeza es blanquecina (algo más grisácea en la parte posterior) y presenta una carúncula roja alrededor de los ojos, cuyo iris también es rojo. Su vientre es de color rosáceo y presenta una ancha banda blanca en la mitad de su cola. La parte inferior de sus alas es negruzca.